# Aeródromo San Rafael
El Aeródromo San Rafael (OACI: SCAN) es un terminal aéreo ubicado 4 kilómetro al oeste de Los Andes, Provincia de Aconcagua, Región de Valparaíso, Chile. Este aeródromo es de carácter público.